# Plantaberget
Plantaberget eller Högstenaberget är ett platåberg i Västergötland i Sverige. Berget ligger till största delen i Högstena socken i Gudhems härad och Falköpings kommun och Kungslena socken i Vartofta härad och Tidaholms kommun. En mindre del av berget tillhör även Tiarps socken.

## Geologi
Plantabergets högsta punkt är 304,7 meter över havet. Diabasplatån har en yta på cirka 4 kvadratkilometer.
Liksom de andra västgötska platåbergen så består Plantaberget av sedimentära bergarter avlagrade under kambrium, ordovicium och silur. Under perm täcktes dessa lager av ett intruderande täcke av diabas. Under diabashättan finns ett lager lerskiffer och därinunder finns kalksten. Plantaberget tillhör samma kalkstensplatå som Varvsberget, Gerumsberget och Gisseberget.
På bergets västra sida ligger Skogastorps naturreservat och i öster ligger Gunniltorps naturreservat.

## Kulturhistoria
Bergets namn skrevs Höstena bergit år 1655 och Planteberget år 1773.
Högstena drev är en minst 700 m lång och 10–30 m bred fägata från Högstena by upp till bergskanten. Fägatan slutar vid Sankte Pers källa. Enligt en lokal sägen ska Högstenas första kristna ha blivit döpta i källan av en missionär Sankte Per. Källan ska också ha varit offerkälla. På bergets östra sida finns ett klippblock med det lustiga namnet Dummersspis.

## Dynkullen
Dynkullen är ett mycket litet platåberg med egen diabashätta strax söder om Plantaberget. Berget ligger helt i Tiarps socken i Falköpings kommun. Berget når en höjd av 286 meter över havet och täcker en yta på endast 6 hektar.
Enligt en lokal sägen ska namnet Dynkullen komma av att några män vid grävarbete ska ha kommit på en kraftig källåder, som de fick täppa igen med dynor, bolster och annan sängutrustning för att förhindra översvämning.